# 24 Têmis
24 Têmis é um grande asteroide do cinturão principal, com um diâmetro de 198 km. Foi descoberto por Annibale de Gasparis em 5 de abril de 1853 e recebeu o nome de Têmis, a deusa grega da lei. Orbita o Sol a uma distância média de 3,132 UA em 5,54 anos, com uma inclinação de 0,7591° e uma excentricidade de 0,1298. É o maior e principal membro da família Têmis, que se situa na parte externa do cinturão de asteroides. Têmis é membro da parte central dessa família.
Em 7 de outubro de 2009, a presença de gelo de água na superfície de Têmis foi confirmada pelo Infrared Telescope Facility da NASA. A superfície do asteroide parece ser completamente coberta por gelo. Como esta camada de gelo está sublimada, o gelo deve estar sendo reposto de alguma forma. Compostos orgânicos também foram detectados.